# Lepidosperma perplanum
Lepidosperma perplanum är en halvgräsart som beskrevs av André Guillaumin. Lepidosperma perplanum ingår i släktet Lepidosperma och familjen halvgräs.
Artens utbredningsområde är Nya Kaledonien. Inga underarter finns listade i Catalogue of Life.